# 広瀬茂男
広瀬 茂男（ひろせ しげお、廣瀬 茂男、1947年(昭和22年)12月6日 - ）は、日本のロボット研究者。ヘビ型ロボットや四足歩行ロボットを中心に、多くの独創的なロボットやロボット技術を開発している世界的権威。東京工業大学名誉教授、同大学工学博士。2009年エンゲルバーガー賞受賞者。2006年に紫綬褒章、2021年に瑞宝中綬章を受章。
東京工業大学において助手、助教授、教授、卓越教授を歴任し、ヘビ型ロボットを始め、四足歩行ロボット、惑星探査ロボット、地雷探査ロボット、全方向移動ロボット、ロボット要素などで多くの業績がある。また、東京工業大学機械宇宙学科の授業や、日本機械学会のロボットグランプリ、発明協会の全国少年少女チャレンジ創造コンテストなど、創造性教育にも貢献。自律型致死兵器システムに関する言及もある。
定年退職後も株式会社ハイボット取締役CTO、東京工業大学特別研究員、立命館大学客員教授を務め、原子力災害対応ロボットの研究開発などに従事。その後もハイボット代表取締役会長やCTO、極限環境ロボット研究所 所長として活動した。

## 経歴

### 学生時代から助手、助教授時代
1971年、日本機械学会畠山賞を受賞して横浜国立大学工学部を卒業。東京工業大学大学院に進学し、梅谷陽二助教授のもとで蛇の生物力学的研究に取り組む。蛇の移動原理を探求し、索状能動体の実験機を製作した。理論的、実験的に蛇の動きを検証する。
学位取得後は梅谷研究室において助手、助教授として、索状能動体や四足歩行ロボットに取り組む。四足歩行ロボットでは干渉駆動、負のパワーといった設計概念から、歩行アルゴリズムや段差検出のウィスカセンサの開発まで、広く行っている。それらの成果として、1985年の筑波科学博では四足歩行ロボット『TITAN IV』を安定して実演することに成功している。
また、1985年頃には博士後期課程に在学していた生田幸士と、バカなことを真面目にプレゼンテーションする「バカゼミ」を始めたり、学科の創造性教育
節体型能動体の研究や、光学式の力センサの開発、地図生成システムの開発も行っている。

### 東京工業大学教授
1992年には教授に昇任。1994年には助手の米田完が助教授に昇進し、広瀬・米田研究室として研究室運営を行っていく。教育関係では、機械宇宙学科3年次のロボット創造、日本機械学会のロボットグランプリにも尽力した。
研究では、生物規範型のロボットのみならずホロノミック（en）な全方向移動車両も開発し、科学研究費補助金重点領域研究「知能ロボット」プロジェクトの一環として、普及型の四足歩行ロボット、及びそのためのモータードライバーを開発する
。モータードライバーは『TITECH Driver』として市販された。
このころ、古田勝久教授がリーダーで、COE形成基礎研究として「スーパーメカノシステム」の研究グループが発足する。古田教授は定年退官し東京電機大学へ異動したため、広瀬がリーダーとなった。この研究グループが発端となり、21世紀COEプログラムに採択され、スーパーメカノシステム創造開発センターが設立される。
また、2004年4月には客員研究員の滝田謙介を代表取締役として、大学発ベンチャー株式会社ハイボットを創業する。2005年の愛・地球博では水陸両用の蛇型ロボットを出展し、完成度の高い動きを披露した。また、四足歩行ロボットの集大成の一つとして四足法面作業ロボットが実用化している。
2006年には米田完が教授として千葉工業大学未来ロボティクス学科に移籍し、研究室は広瀬・福島研究室となる。21世紀COEプログラムの支援やハイボットとの連携をもとに、地雷探査ロボットの実地投入や架線検査ロボットなどで実績を上げる。2011年には東日本大震災が発生。水中探査ロボットを投入する。

### 東京工業大学名誉教授
2013年に65歳で東京工業大学を定年退職し、同大学名誉教授になる。退職する年度は研究室の研究テーマをすべて廃炉技術関係としており、定年後もハイボットの取締役や同大学特別研究員として研究開発を継続。原発廃炉作業用ロボットの開発などに情熱を燃やしている。2021年現在、白山工業株式会社に設置された極限環境ロボット研究所（HERO Lab.の所長を務める。

## 人物と業績
広瀬はロボット工学は目的達成学、シンセシスの学問であるとし、生物規範のロボットを開発しつつも常に実用志向で研究を行ってきた。また、ユニークな研究や学会の考えを持ったり、ヒューマノイドロボットについては懐疑的なスタンスを取ったりしている。
アイザック・アシモフのロボット工学三原則にも懐疑的で、本来欲のない機械であるロボットは生物ではなく聖人を目指すべきではないかと発言している。
研究では多くのロボット製作のみならず、蛇型ロボットや四足歩行ロボットを中心に、
蛇の推進原理（Serpenoid curb、sinus-lifting）、索状能動体の原理、空間曲線の近似
干渉駆動、GDA（重力分離駆動：Gravitationally Decoupled Actuation）、転倒安定
といった理論を打ち出すとともに、センサやアクチュエータ、電子回路等のロボット要素の開発も行っている。
実際に製品化・実用化した実績としては
- 建設現場の資材運搬ロボット TAQT Carrier（高岳製作所）[59]
- 光学式6軸力センサ（ミネベア株式会社）[61]
- ロボット用モータードライバー Titech Driver（岡崎産業、ハイボット）[44]
- 四足歩行ロボット TITAN-VIII（東京精密機械）[44]
- クローラロボットモジュール（トピー工業）
- 可搬型地震動シミュレーター 地震ザブトン（白山工業株式会社）[62]
- 四足歩行法面作業ロボット TITAN XI（大昌建設）[47]
- 重力補償型作業支援フロートアーム（日産）[63]
- 高圧送電線メンテナンス作業ロボット Expliner（ハイボット、関西電力、ジェイ・パワーシステムズ）

といったロボット、要素があり、実地で試用したり博覧会で実演したロボットとしては
- 四足歩行ロボット TITAN-IV（筑波科学博覧会、1985年）[59]
- 水陸両用蛇型ロボット ACM-R5（愛・地球博、2005年）[59]
- 自立走行型バギー車両Gryphon＆車両搭載型地雷探査用アーム Field Arm（地雷探査）[48]
- ワイヤ牽引型水中探査ロボット Anchor Diver III（東日本大震災海中探査）[49]

などが挙げられる。
教育者としては
- 機械宇宙学科『機械創造』（大道芸ロボット競技）[42]
- 日本機械学会ロボットグランプリ[29]

を立ち上げるとともに、研究室を通して多様な教育を行っている。また、教授になってからも自ら新しい機構を次々と発明していき、ロボット創造学の第一人者として高く評価されており、講演や解説において創造のノウハウを語っている。

## 履歴

### 略歴
- 1966年3月 - 東京都立日比谷高等学校卒業[66]
- 1971年3月 - 横浜国立大学工学部機械工学科卒業
- 1973年3月 - 東京工業大学大学院理工学研究科制御工学専攻修士課程修了
- 1976年3月 - 東京工業大学大学院理工学研究科制御工学専攻博士後期課程修了、工学博士。
- 1976年4月 - 東京工業大学工学部機械物理工学科助手
- 1979年 - 東京工業大学工学部機械物理工学科助教授
- 1982年 - 米国オハイオ州立大学客員助教授
- 1992年 - 東京工業大学工学部機械物理工学科教授
- 2000年 - 東京工業大学大学院理工学研究科機械宇宙システム専攻教授
- 2002年 - 中国科学院沈陽自動化研究所名誉教授
- 2004年 - 株式会社ハイボット創業（代表取締役：滝田謙介）
- 2006年 - 東京工業大学スーパーメカノシステム創造開発センター長
- 2007年 - 中国ハルビン工業大学嘱託教授
- 2011年 - 東京工業大学卓越教授
- 2013年3月 - 東京工業大学定年退職[65]
- 2013年 - 立命館大学客員教授、東京工業大学名誉教授、特別研究員[65]
- 2017年 - 株式会社ハイボット代表取締役会長[33]
- 2020年 - 極限ロボット研究所 所長[33]

### 社会的活動
- 日本機械学会 - ロボティクス・メカトロニクス部門長（1999年）[67]
- 日本機械学会 - 2001年 フェロー
- 計測自動制御学会 - 会員
- IEEE - 2003年 フェロー
- 日本ロボット学会 - 2006年 フェロー
- 日本設計工学会 - 会員
- 日本学術会議 - 連携会員[68]

### 受賞・栄典
- 日本機械学会 - 1971年 畠山賞、1997年 創立100周年記念事業功労賞、2007年 創立110周年記念功労者表彰、2012年 日本機械学会賞（技術功績）[注釈 8]
  - ロボティクス・メカトロニクス部門 - 1994年 ROBOMEC賞、1998年 部門功績賞、2000年 ROBOMEC賞、部門貢献表彰、2003年 ROBOMEC賞、2008年 部門貢献表彰、2009年 JRM Best Paper Award 2008[66]

- 計測自動制御学会 - 1976年 論文賞、1983年 論文賞、1989年 平成元年著述賞、1992年 論文賞[66]

- 日本ロボット学会 - 1987年 第一回論文賞、1992年 技術賞、1993年 10周年記念論文賞、2000年 実用化技術賞[注釈 9]、2006年 論文賞、2012年 設立特別功労賞[66]

- IEEE - 2014年 IEEEロボット・オートメーション賞[70]
  - Robotics and Automation Society - 1995年Best Conference Paper Award、1999年Pioneer in Robotics and Automation Award（第1回、1999年）、2004年Distinguished Lecturers Award[66]、2017年Inaba Technical Award[71]。

- IFToMM（英語版） - 2004年 IFToMM Award of Merit
- 日本設計工学会 - 1999年The Most Interesting Reading賞[66]
- 日本産業用ロボット工業会[注釈 10] - 1990年JIRA賞、1992年 20周年記念論文賞（最優秀賞）
- 手島工業教育資金団 - 1989年著述賞、1994年著述賞、2002年発明賞）
- 東京工業大学 - 2008年東工大工系創成的研究賞、2009年東工大教育賞優秀賞）
- グッドデザイン賞 - 2002年、2006年
- (財)高度自動化技術振興財団 - 1994年 研究業績賞（本賞）
- ファナックFAロボット財団 - 1993年、2000年 FAロボット技術振興賞（本賞）[72]
- 日刊工業新聞 - 1988年技術科学図書文化賞（最優秀賞）
- 科学技術庁 - 1990年 注目発明の認定、1993年 注目発明の認定
- 消防庁 - 2004年 消防庁長官賞一般の部優秀賞、2008年 消防庁長官特別賞

- 2001年 - 文部科学大臣賞[73]
- 2006年 - 紫綬褒章[73]
- 2007年 - Robots at Play Festival, Robots At Play Prize(Robotics)
- 2008年 - カルロス・ゴーン賞[63]
- 2009年 - エンゲルバーガー賞[31]
- 2016年 - 2015年度「競基弘賞」特別賞学術技術貢献賞[36]
- 2021年 - 瑞宝中綬章[33][74][34]

## 主な著作

### 学位論文
- 廣瀬茂男『索状能動体に関する生物力学的研究』東京工業大学〈博士論文(甲第834号)〉、1976年3月。

### 著書
（単著）
- 『生物機械工学 ―やわらかいロボットの基本原理と応用―』工業調査会、1987年7月。ISBN 978-4769320685。
- 『ロボット工学 ―機械システムのベクトル解析―』裳華房〈機械工学選書〉、1987年12月。ISBN 4785365013。
  - 『ロボット工学 ―機械システムのベクトル解析―』（改訂版）裳華房〈機械工学選書〉、1996年9月。ISBN 978-4-7853-6512-7。
- 『ヘビ』桐原書店〈自然とロボット 第2巻〉。ISBN 4342873028。
- Biologically Inspired Robots: Snake-Like Locomotors and Manipulators. オックスフォード大学出版局. ISBN 0198562616
- 『ロボット創造学入門』岩波書店〈岩波ジュニア新書〈知の航海〉シリーズ)〉、2011年6月21日。ISBN 9784005006878。

（編集・監修）
- 広瀬茂男、矢野豊彦、時松孝次、翠川三郎 監修 編『「最新」防災・救助の先端技術』PHP研究所〈PHPムック. フューチャーサイエンスシリーズ vol.2〉、2011年5月。ISBN 9784569250229。

### 解説・論説
（技術）
- 「ロボットの小形軽量化」『精密工学会誌』第60巻第7号、1994年、914-919頁。
- 「ロコモーション研究の20年 ―私的回想と展望―」『日本ロボット学会誌』第20巻第3号、2002年、1-6頁。
- 広瀬茂男, 福田靖, 米田完, 長久保晶彦, 塚越秀行, 有川敬輔, 遠藤玄, 土居隆宏, 程島竜一 (2009-06). “Quadruped Walking Robots at Tokyo Institute of Technology: Design, Analysis, and Gait Control Methods”. IEEE Robotics and Automation Magazine 16 (No. 2):  104-114. doi:10.1109/MRA.2009.932524. CRID 1050564287969365376.
- 「災害に活躍するロボット技術」『精密工学会誌』第78巻第1号、2012年、18-22頁。
- 「福島第一原発の廃炉作業用ロボットの開発」『日本機械学会誌』第116巻第1139号、2013年10月、732-735頁、NAID 110009674396。

（提言）
- 「ロボットを工場からどう出すか」『日本機械学会誌』第93巻第865号、1990年12月、956-961頁、NAID 110002436738。
- 「ロボットコンテストはなぜ必要なのか」『日本ロボット学会誌』第15巻第1号、1997年、17-21頁。
- 「ヒューマノイドから機械知能発現型ロボットへ」『日本ロボット学会誌』第16巻第5号、1998年、607-611頁。
- 「大衆工学としてのロボット」『日本ロボット学会誌』第21巻第2号、2003年、138-140頁。
- 広瀬茂男「ロボット創造設計におけるブレークスルーの作法(<連載講座>ブレークスルーの原点(第2回))」『日本機械学会誌』第117巻第1143号、日本機械学会、2014年、106-111頁、CRID 1390282680885362176、doi:10.1299/jsmemag.117.1143_106、ISSN 00214728、NAID 110009805222。

（一般向け）
- 「学問図鑑5 ロボットの誘い－無限の可能性がロボット工学の魅力」『Gideline』April-May、2008年、45-47頁。
- “インターナショナルロボットハイスクール講義資料『ロボット創造学入門』” (PDF).   日本ロボット学会 (2013年11月7日). 2014年2月16日閲覧。
- 「ロボット工学の目指すべき方向は?」『日本ロボット学会誌』第11巻第5号、日本ロボット学会、1993年、663-671頁、doi:10.7210/jrsj.11.663、2020年6月16日閲覧。